# Robin M. Kowalski
Robin M. Kowalski (* 23. Mai 1964) ist eine US-amerikanische Psychologin an der Clemson University. Ihre Forschungsinteressen liegen auf den Gebieten des Cyber-Bullying, der Gesundheitspsychologie und der Psychologie des Mutes. Besonders verdient gemacht hat Kowalski sich auch um die wissenschaftliche Erforschung des Sich-Beklagens und
des Hänselns.
Kowalski hat an der Furman University, der Wake Forest University und der University of North Carolina at Greensboro Psychologie studiert und schloss ihre Ausbildung 1990 mit dem Erwerb des Doktorgrades ab. Sie wurde mit zahlreichen Forschungspreisen ausgezeichnet.

## Veröffentlichungen (Auswahl)

### Aufsätze
- Complaints and complaining: Functions, antecedents and consequences, in: Psychological Bulletin, Band 119, 1996, S. 179–196
- mit Janet R. Erickson: Interpersonal and intrapersonal consequences of complaints, in: Representative Research in Social Psychology, Band 26, 1997, S. 26–33
- Whining, griping, and complaining: Positivity in the negativity, in: Journal of Clinical Psychology, Band 58, 2002, Heft 9, S. 1023–1035 (Abstract)
- mit C. C. Cantrell: Intrapersonal and interpersonal consequences of complaints, in: Representative Research in Social Psychology, Band 26, 2002, S. 26–33
- Teasing and bullying, in: B. H. Spitzberg & W. R. Cupach (Hg.): The dark side of interpersonal communication, Hillsdale: Lawrence Erlbaum, 2. Auflage, 2007, S. 169–197
- Culture and hurt feelings, in: A. Vangelisti (Hg.): Feeling hurt in close relationships, London: Cambridge University Press (im Druck)
- mit S. E. Limber: Electronic bullying among middle school students, in: Journal of Adolescent Health (im Druck)

### Bücher
- Aversive interpersonal behaviors, Springer, 1997, ISBN 0306456117 (eingeschränkte Online-Version in der Google-Buchsuche-USA)
- Complaining, teasing, and other annoying behaviors, Yale University Press, 2003, ISBN 0-300-09971-1 (eingeschränkte Online-Version in der Google-Buchsuche-USA)
- mit H. S. Payne: The decision to donate: A model of donation decision-making among individuals and families, in: Progress in Transplantation, Band 16, 2006, S. 1–7
- mit Drew Westen: Psychology, Hoboken: John Wiley & Sons, 5. Auflage, 2008
- mit S. E. Limber und P. W. Agatston: Cyber bullying: Bullying in the digital age, Malden, Massachusetts: Blackwell Publishers, 2008